# 沃爾夫農業獎
沃爾夫農業獎（英語：Wolf Prize in Agriculture）是以色列沃爾夫基金會每年一次（雖然有些年度並無獲獎者）授予在生物醫學、食品科學、農業相關研究領域人士有傑出表現的一個獎項，是沃爾夫獎六個獎項之一，自1978年以來開始頒發。沃爾夫農業獎是農業界最重要的獎項之一，雖然有時和世界糧食獎有所重疊，但此獎仍被認為相當於“農業諾貝爾奬”。直至2020年止，華人得主共有兩位，分別是中華民國籍的楊祥發（2007年去世），與中華人民共和國籍的袁隆平（2021年去世）。

## 獲獎者名單
| 年份      | 獲獎者                                      | 國籍                  | 獲獎原因 |
| --------- | ------------------------------------------- | --------------------- | --- |
| 1978年    | 喬治·F·施普拉格                             | 美国                  | 傑出的研究對人類福利的玉米遺傳改良。 |
| 1978年    | 約翰·查爾斯·沃克                            | 美国                  | 他在植物病理學的研究，開發抗病品種主要食品廠。                                                                                               |
| 1979年    | 杰·劳伦斯·卢什                              | 美国                  | 他傑出的家畜改良遺傳學的應用和開拓性的貢獻。                                                                                                 |
| 1979年    | 肯尼斯·布拉克斯特爵士                       | 英国                  | 在反芻動物營養和畜牧業生產的科學和實踐的重大貢獻。                                                                                           |
| 1980年    | 卡爾·馬拉莫羅斯                             | 波蘭/ 美国            | 開拓廣泛劑在植物的昆蟲和疾病之間的相互作用的研究。                                                                                           |
| 1981年    | 約翰·O·阿爾姆奎斯                           | 美国                  | 應用人工授精家畜改良他的重大貢獻。 |
| 1981年    | 亨利·A·拉爾迪                               | 美国                  | 他的開創性研究存儲和保存的精子，從而使人工授精成為一種普遍的做法。                                                                           |
| 1981年    | 格伦·W·索尔兹伯里                           | 美国                  | 他的傑出成就，在基礎研究和應用研究人工授精。                                                                                                 |
| 1982年    | 温德尔·L·罗洛夫斯                           | 美国                  | 他的基本化學和生物信息素研究及其實際利用昆蟲控制。                                                                                           |
| 1983/84年 | 唐·柯卡哈姆 Cornelis T. de Wit              | 美国 · 荷蘭           | 土、水和環境的相互作用，影響作物生長和產量的定量理解他們的創新貢獻。                                                                         |
| 1984/85年 | 罗伯特·H·伯里斯                             | 美国                  | 開創性的生物固氮的機制及其在作物生產中的應用基礎研究。                                                                                       |
| 1986年    | 拉尔夫·莱利 欧内斯特·罗伯特·希尔斯          | 英国 · 美国           | 他們的基本小麥細胞遺傳學的研究，穀物的遺傳改良提供了基礎。                                                                                   |
| 1987年    | 西奧多·O·迪納                               | 美国                  | 他發現和開拓基礎研究類病毒和它的應用作物類病毒檢測工作。                                                                                     |
| 1988年    | 查爾斯·蒂博 克利斯朵夫·波尔吉               | 法國 · 美国           | 開創性的工作包括在生殖生理細胞保存，受精過程，蛋生物學和胚胎操作家畜改良。                                                                   |
| 1989年    | 彼得·M·畢格斯 邁可·艾略特                   | 英国                  | 在動物健康和作物保護領域的基礎科學和實踐的成功轉譯的傑出貢獻。                                                                               |
| 1990年    | 约瑟夫·谢尔                                 | 比利时                | 他開創性的工作，在植物遺傳轉化，從而開拓新領域，在基本科學種植和養殖。                                                                       |
| 1991年    | 楊祥發                                      | 中華民國 · 美国       | 生物合成的機制，行動和植物激素的應用模式，乙烯。                                                                                             |
| 1992年    | 未授獎                                      |                       | |
| 1993年    | 約翰·E·卡西達                               | 美国                  | 他開創性研究殺蟲劑，設計更安全的殺蟲劑在昆蟲的神經和肌肉功能的理解和貢獻的行動模式。                                                         |
| 1994/95年 | 卡爾·巴頓·赫法克 佩里·艾奇森                | 美国                  | 他們的貢獻對環境有益的保護農作物病蟲害綜合管理系統的開發和實施。                                                                             |
| 1995/96年 | 莫利斯·施尼策 弗蘭克·J·史蒂文森             | 加拿大 · 美国         | 他們開創性貢獻於我們理解土壤有機物質的化學成分及其應用農業。                                                                                 |
| 1996/97年 | 尼爾·L·弗斯特                               | 美国                  | 他開創家畜生殖生物學研究。 |
| 1998年    | 伊蘭·切特 巴爾德·R·史特凡森                 | 以色列 · 加拿大       | 通過創新的方法在育種和生物控制世界農業環境安全的發展所作出的貢獻。                                                                           |
| 1999年    | 未授獎                                      |                       | |
| 2000年    | 古德夫·库什                                 | 印度                  | 他不平凡的貢獻，植物遺傳學，進化和繁殖，尤其是水稻，糧食生產和減輕飢餓方面的理論研究。                                                       |
| 2001年    | 羅傑·N·畢奇 詹姆斯·E·沃馬克                 | 美国                  | 利用重組DNA技術，徹底改變了植物和動物科學，鄰近領域的應用鋪平了道路。                                                                        |
| 2002/03年 | R·邁可·羅伯茲 富勒·W·巴澤                   | 美国/ 英国 · 美国     | 發現干擾素頭及其他妊娠相關蛋白，闡明了生物的奧秘在胚胎和母親之間的信令與動物生產系統的效率，以及人類的健康和福祉產生深遠的影響，以維持妊娠。 |
| 2004年    | 袁隆平 史蒂芬·D·坦克斯利                    | 中华人民共和国 · 美国 | 創新發展雜交水稻雜種優勢的遺傳基礎，重要的主食發現。                                                                                         |
| 2005年    | 未授獎                                      |                       | |
| 2006/07年 | 羅納德·L·菲利普斯 米歇尔·A·J·乔治           | 美国 · 比利时         | 遺傳學和基因組學研究中的開創性發現，改善作物和畜牧養殖奠定了基礎，並引發植物和動物科學的重要進步。                                           |
| 2008年    | 約翰·A·皮克特 詹姆斯·H·達姆林森 W·喬·路易斯 | 英国 · 美国 · 美国    | 其顯著的發現植物、昆蟲和植物、植物相互作用的機制。化學生態學的科學貢獻，促進病蟲害綜合管理和顯著先進的農業可持續性的發展。                   |
| 2009年    | 未授獎                                      |                       | |
| 2010年    | 戴维·鲍尔库姆                               | 英国                  | 他開創性發現RNA在植物中抑制小分子，不僅為農業，同時也為生物學作為一個整體，包括醫藥領域的基因調控。                                          |
| 2011年    | 哈里斯·李文                                 | 美国                  | 促進畜牧業基本和實用方面的非常重大發現。 |
| 2011年    | 詹姆斯·R·庫克                               | 美国                  | 植物病理學和微生物土壤中的開創性發現，影響作物產量和疾病管理。                                                                               |
| 2012年    | 未授獎                                      |                       | |
| 2013年    | 約阿希姆·梅辛                               | 美国 · 德国           | 重組DNA克隆，它徹底改變了農業的創新，並為農作物的遺傳密碼破譯。                                                                              |
| 2013年    | 賈德·戴蒙                                   | 美国                  | 開創性的理論，作物馴化，人類社會的發展和消亡的興起，農業及其影響，對生態環境的影響。                                                         |
| 2014年    | 豪爾赫·杜布哥夫斯基 利夫·安德森             | 美国/ 阿根廷 · 瑞典   | 由於他們透過尖端基因組技術對植物和動物研究的突破性貢獻。                                                                                     |
| 2015年    | 琳達·賽夫                                   | 美国                  | 她發現了在食用動物和人類的新型腸道和呼吸道病毒，這導致她對腸道-乳腺免疫軸的基礎知識做出了廣泛貢獻，並為設計疫苗和疫苗接種策略提供了新方法。  |
| 2016年    | 特魯迪·麥凱                                 | 苏格兰                | 她在定量遺傳學方面的工作中研究基因、特徵和環境影響之間的相互作用。                                                                           |
| 2017年    | 未授獎                                      |                       | |
| 2018年    | 傑納·E·羅賓森                               | 美国                  | 蜜蜂基因組的測序，探明甲基化對蜜蜂基因所產生的遺傳性狀表現差異，在蜜蜂社會性行為和基因組的研究上取得重大突破。                               |
| 2019      | 戴維·齊爾伯曼                               | 美国                  | 採用整合農業經濟系統的生物物理特徵以開發經濟模型和計量經濟學決策框架，以回應幾個重要領域農業經濟和政策上的問題.                              |
| 2020年    | 卡洛琳·迪安                                 | 英国                  | 在開花期控制及表徵遺傳學為基礎的種子促熟法上的開創性發現                                                                                     |
| 2021年    | 未颁奖                                      |                       | |
| 2022年    | 帕梅拉·罗纳德                               | 美国                  | 对水稻抗病性及环境胁迫耐受性进行开创性研究                                                                                                   |

## 外部連結
- 沃爾夫基金會 （页面存档备份，存于）
- 沃爾夫農業獎獲得者 （页面存档备份，存于）